# Garrett Morris
Garrett Gonzalez Morris (New Orleans, 1º febbraio 1937) è un attore statunitense, famoso per il ruolo di Arnold "Sporty" James nel telefilm Hunter e per il ruolo di Earl Washington nella sitcom 2 Broke Girls.

## Biografia
Nato a New Orleans nel 1937, è cresciuto da suo nonno e ha iniziato cantando nel coro della chiesa. Ha poi studiato recitazione presso l'HB Studio di New York. È stato sposato dal 1984 al 2018 con Freda Morris.

## Filmografia

### Cinema
- Senza un filo di classe (Where's Poppa?), regia di Carl Reiner (1970)
- Rapina record a New York (The Anderson Tapes), regia di Sidney Lumet (1971)
- Cooley High, regia di Michael Schultz (1975)
- Car Wash, regia di Michael Schultz (1976)
- Ladre e contente (How to Beat the High Cost of Living), regia di Robert Scheerer (1980)
- The Census Taker, regia di Bruce R. Cook (1984)
- Stuff - Il gelato che uccide (The Stuff), regia di Larry Cohen (1985)
- Prognosi riservata (Critical Condition), regia di Michael Apted (1987)
- Una fabbrica di matti (The Under Achievers), regia di Jackie Kong (1987)
- Dance to Win, regia di Ted Mather (1989)
- Children of the Night, regia di Tony Randel (1991)
- Motorama, regia di Barry Shils (1991)
- Severed Ties, regia di Damon Santostefano (1992)
- Teste di cono (Coneheads), regia di Steve Barron (1993)
- Black Scorpion, regia di Jonathan Winfrey (1995)
- Black Rose of Harlem, regia di Fred Gallo (1996)
- Forza Babbo Natale (Santa with Muscles), regia di John Murlowski (1996)
- Black Scorpion II: Aftershock, regia di Jonathan Winfrey (1996)
- Almost Blue, regia di Keoni Waxman (1996)
- Twin Falls Idaho, regia di Michael Polish (1999)
- Palmer's Pick-Up, regia di Christopher Coppola (1999)
- Graham's Diner, regia di Courtney Byrd (1999)
- Jackpot, regia di Michael Polish (2001)
- Due sballati al college (How High), regia di Jesse Dylan (2001)
- Connecting Dots, regia di Alon Aranya (2003)
- The Salon, regia di Mark Brown (2005)
- Implanted, regia di Raphael Garboua - cortometraggio (2007)
- Who's Your Caddy?, regia di Don Michael Paul (2007)
- Frank qua la zampa (Frank), regia di Douglas Cheney (2007)
- Amenic, regia di Jonathan Mooney - cortometraggio (2007)
- Diamond Dog - Un tesoro di cane (Dog Gone), regia di Mark Stouffer (2008)
- Una squadra molto speciale (The Longshots), regia di Fred Durst (2008)
- Bed Ridden, regia di Jonathan Heap - cortometraggio (2009)
- Just Like Family, regia di Thomas Santiago Wright - cortometraggio (2009)
- Sonny Dreamweaver, regia di Sunspot Jonz (2009)
- Pickin' & Grinnin', regia di Jon Gries (2010)
- Valley of the Sun, regia di Stokes McIntyre (2011)
- Let Go, regia di Brian Jett (2011)
- Pawn Shop, regia di Parrish Redd (2012)
- Freeloaders, regia di Dan Rosen (2012)
- Ant-Man, regia di Peyton Reed (2015)
- Grand-Daddy Day Care, regia di Ron Oliver (2019)

### Televisione
- CBS Repertoire Workshop – serie TV, episodio 1x12 (1960)
- General Hospital – serie TV (1963)
- Roll Out – serie TV, 9 episodi (1973)
- Change at 125th Street, regia di Bob LaHendro e Michael Schultz – film TV (1974)
- ABC Weekend Specials – serie TV, episodio 2x01 (1978)
- Things We Did Last Summer, regia di Gary Weis – film TV (1978)
- Saturday Night Live – programma TV, 97 episodi (1975-1980)
- Il mio amico Arnold (Diff'rent Strokes) – serie TV, episodio 5x12 (1982)
- The Invisible Woman, regia di Alan J. Levi – film TV (1983)
- Masquerade – serie TV, episodio 1x08 (1984)
- I Jefferson (The Jeffersons) – serie TV, 5 episodi (1983-1984)
- At Your Service, regia di James Burrows – film TV (1984)
- La signora in giallo (Murder, She Wrote) – serie TV, episodio 1x12 (1985)
- Hill Street giorno e notte (Hill Street Blues) – serie TV, episodi 5x14-5x15-5x17 (1985)
- It's Your Move – serie TV, 4 episodi (1984-1985)
- Ai confini della realtà (The Twilight Zone) – serie TV, episodio 1x20 (1985)
- Top Secret (Scarecrow and Mrs. King) – serie TV, episodio 3x11 (1985)
- Love Boat (The Love Boat) – serie TV, episodio 9x21 (1986)
- Love, American Style (New Love, American Style) – serie TV (1986)
- 227 – serie TV, episodio 2x21 (1987)
- Casalingo Superpiù (Who's the Boss?) – serie TV, episodio 5x01 (1988)
- Sposati... con figli (Married with Children) – serie TV, episodi 1x08-3x09 (1987-1989)
- Hunter – serie TV, 28 episodi (1986-1989)
- Earth Angel, regia di Joe Napolitano – film TV (1991)
- Maid for Each Other, regia di Paul Schneider – film TV (1992)
- Roc – serie TV, 12 episodi (1991-1992)
- Daddy Dearest – serie TV, episodio 1x09 (1993)
- E.R. - Medici in prima linea (ER) – serie TV, episodio 1x09 (1994)
- The Wayans Bros. – serie TV, 1 episodio (1995)
- Martin – serie TV, 55 episodi (1992-1995)
- Tutti a casa di Ron (Minor Adjustments) – serie TV, 1 episodio (1995)
- Cleghorne! – serie TV, 12 episodi (1995)
- Io e mio fratello – serie TV, 1 episodio (1997)
- Happily Ever After: Fairy Tales for Every Child – serie TV, 1 episodio (1997)
- G vs E – serie TV, 1 episodio (1999)
- City of Angels – serie TV, 1 episodio (2000)
- Static Shock – serie TV, 1 episodio (2000)
- The Jamie Foxx Show – serie TV, 100 episodi (1996-2001)
- Justice League – serie TV, 1 episodio (2001)
- La vita secondo Jim (According to Jim) – serie TV, 1 episodio (2001)
- The Hughleys – serie TV, 1 episodio (2001)
- Noah's Arc – serie TV, 2 episodi (2005)
- All of Us – serie TV, 1 episodio (2006)
- Shameless – serie TV, 1 episodio (2011)
- Psych – serie TV, 1 episodio (2013)
- 2 Broke Girls – serie TV, (2011-2017)
- Self-made: la vita di Madam C.J. Walker (Self Made: Inspired by the Life of Madam C.J. Walker) – miniserie TV, 4 episodi (2020)

## Doppiatori italiani
Nelle versioni in italiano delle opere in cui ha recitato, Garrett Morris è stato doppiato da: 
- Enrico Carabelli ne I Jefferson
- Vittorio Stagni in Top Secret!
- Claudio Fattoretto in Hunter
- Ermanno Ribaudo in La signora in giallo
- Carlo Valli in Stuff - Il gelato che uccide
- Renato Mori in Una squadra molto speciale
- Ugo Maria Morosi in Psych
- Gerolamo Alchieri in 2 Broke Girls
- Pino Ammendola in Self-made: la vita di Madam C.J. Walker
- Bruno Alessandro in Station 19